# لوییز کارلوس
لوییز کارلوس (پرتغالی: Luíz Carlos؛ زادهٔ ۵ ژوئیهٔ ۱۹۸۵) بازیکن فوتبال اهل برزیل است.
از باشگاه‌هایی که در آن بازی کرده‌است می‌توان به باشگاه فوتبال پاسوس ده فریرا و باشگاه ورزشی براگا اشاره کرد.